# Bahnhof Stuttgart West
Der Bahnhof Stuttgart West, bis zum 1. Mai 1895 Stuttgart Hasenberg genannt, ist ein Bahnhof an der Bahnstrecke Stuttgart–Horb (Gäubahn), der zu Beginn des Winterfahrplans am 29. September 1985 für den Personenverkehr und 1993 schließlich auch für den Güterverkehr geschlossen und dann zurückgebaut wurde. Heute handelt es sich um einen reinen Betriebsbahnhof. 

## Lage
Der als Durchgangsbahnhof konzipierte Bahnhof liegt auf 370 Metern Meereshöhe am Rande des Stuttgarter Talkessels. Unmittelbar südlich davon schließt sich der 258 Meter lange Hasenbergtunnel durch den Hasenberg nach Heslach an. Die nächsten Bahnhöfe waren der Stuttgarter Hauptbahnhof in 8,571 Kilometern Entfernung und der Haltepunkt Stuttgart-Heslach in circa 800 Metern Entfernung, jenseits des Hasenbergtunnels.
Für den Personenverkehr existierten insgesamt drei Gleise, zum einen der Hausbahnsteig (Gleis 1) und zum anderen der durch eine Unterführung erreichbare Mittelbahnsteig (Gleise 2 und 3). Wesentlich umfangreicher waren hingegen die Gütergleise, neben mehreren Durchgangsgleisen existierten zahlreiche Gleisanschlüsse im benachbarten Industriegebiet Unter dem Birkenkopf.

## Geschichte

### Entstehung
Am 1. September 1879 vollendeten die Königlich Württembergischen Staats-Eisenbahnen die Bahnstrecke Stuttgart–Horb. Gleichzeitig wurde die zunächst Stuttgart Hasenberg genannte Station an der damaligen Rothenwald-Straße (heutige Schreibweise: Rotenwaldstraße) eingerichtet, die eigens als Zufahrtsstraße zu der Station erbaut wurde. Die Station war zunächst einfach eingerichtet; sie lag außerhalb und mit fast 80 Metern Höhenunterschied weit oberhalb der damaligen Residenzstadt Stuttgart. Ihr Zweck war, auf der zunächst eingleisigen Strecke Zugkreuzungen zu ermöglichen, für die es auf der Gefällstrecke von Vaihingen auf den Fildern nach Stuttgart sonst keine andere Gelegenheit gab. Die in der Horizontalen angelegte Station Hasenberg war 626 Meter lang. Das Empfangsgebäude – es war zunächst als Provisorium gedacht gewesen – hatte eine Länge von 48 Metern und blieb bis 1960 bestehen.

### Nicht realisierte Güterumgehungsbahn
Anfangs war geplant, eine Güterumgehungsbahn zwischen dem Bahnhof Stuttgart Hasenberg und Zuffenhausen zu bauen. Mit ihrer Hilfe sollte der Durchgangsgüterverkehr um den Stuttgarter Hauptbahnhof herumgeleitet werden. Diese Umgehungsstrecke wurde später zwar nicht realisiert, stattdessen wurde im Bereich des Stuttgarter Nordbahnhofs eine lokale Verbindungskurve errichtet und weiträumig die Umfahrung über die Rankbachbahn benutzt.
Jedoch wurde ein Teil der geplanten Trasse Richtung Zuffenhausen dennoch bereits in Angriff genommen. Dieser Torso endet, gemessen ab dem früheren Stationsgebäude, circa 800 Meter nach dem Bahnhof, in einem tiefen Einschnitt unterhalb des Botnanger Sattels. Dieser sollte anschließend mittels eines Tunnels unterquert werden. Der Bahnhof war somit ursprünglich als Verzweigungsbahnhof konzipiert.

### Betrieb im Laufe der Jahre

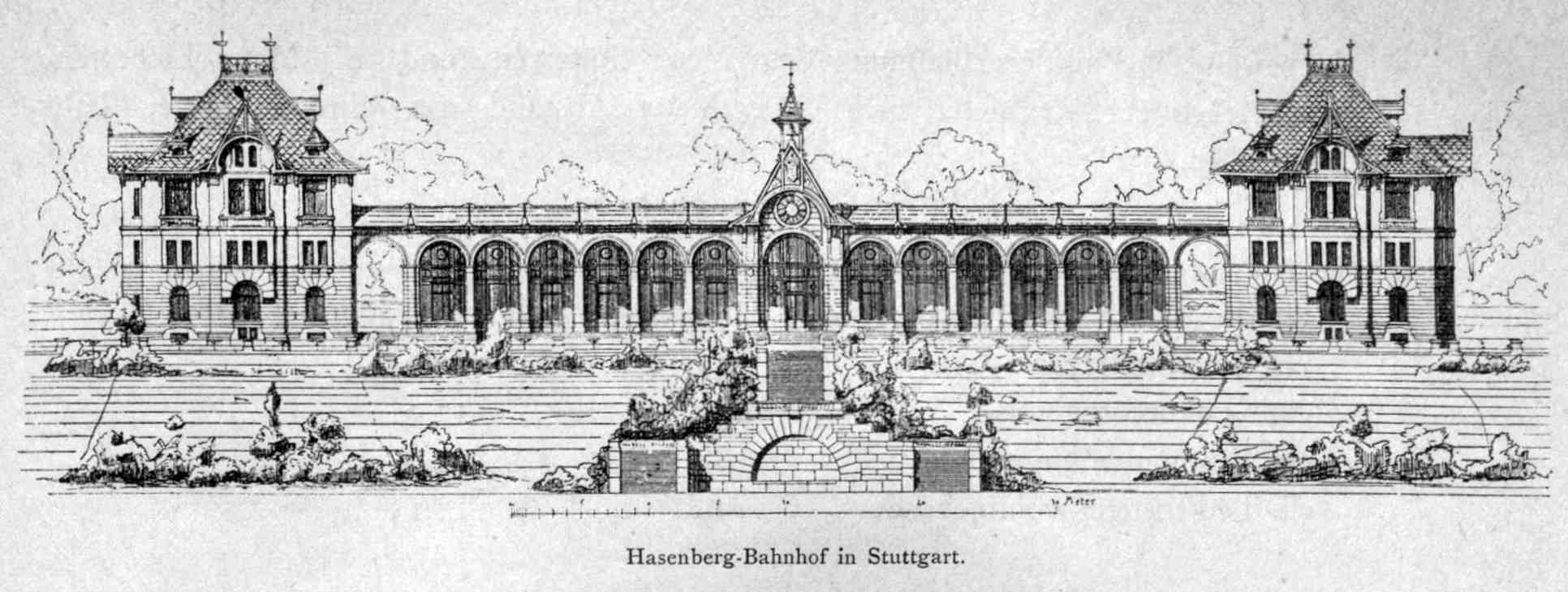
Entwurf von Georg Morlok für den nicht realisierten Hasenberg-Bahnhof, 1890

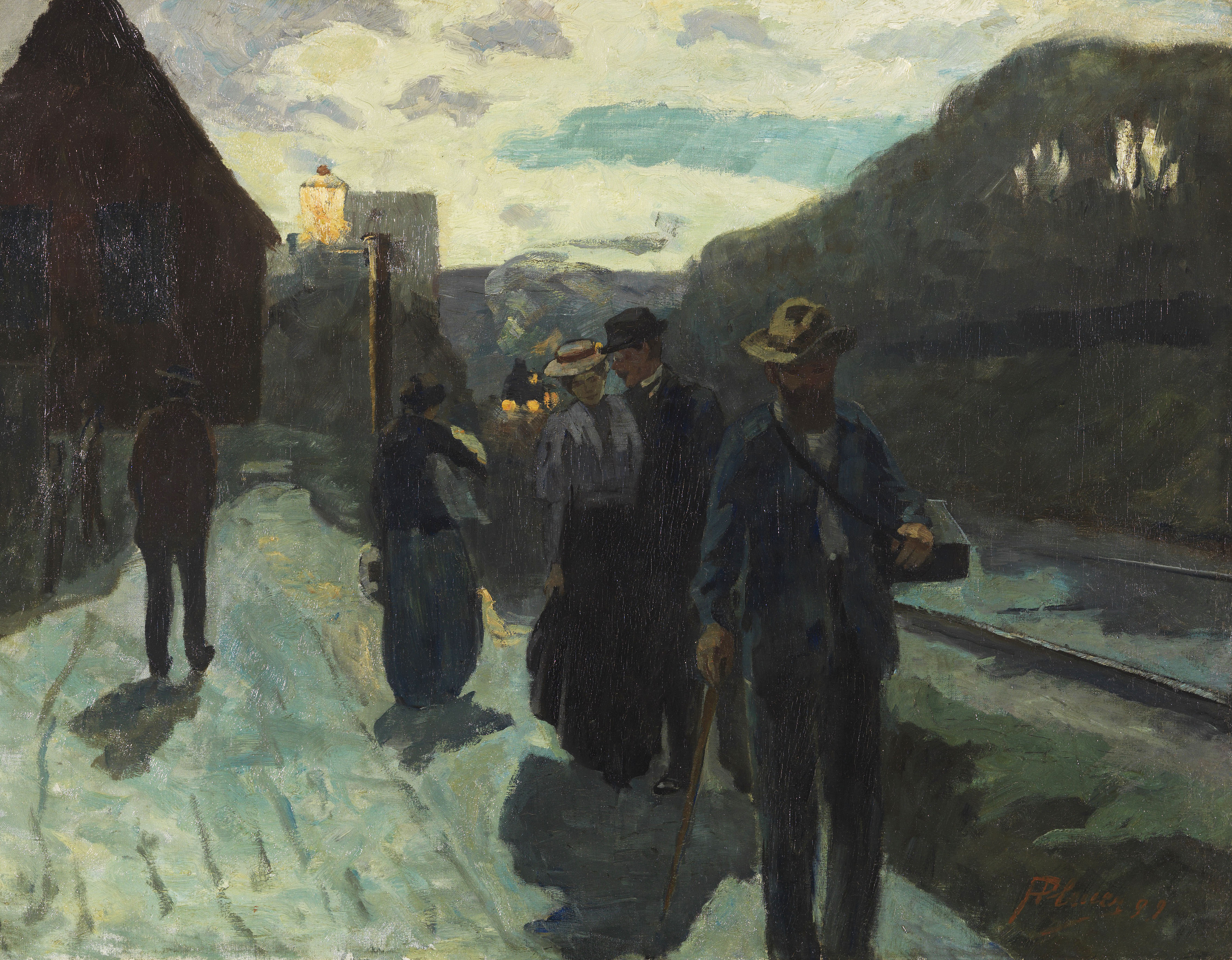
Ölgemälde Stuttgarter Westbahnhof in der Abenddämmerung von Hermann Pleuer, 1899

Zunächst war der Bahnhof Stuttgart Hasenberg nur für den Personen- und Gepäckverkehr eingerichtet. Bereits zum 1. Oktober 1888 wurde er jedoch zum Wagenladungsbahnhof ausgebaut. 1894/95 übernahm die Station weitere Aufgaben im Güterverkehr, sie dienten der Entlastung des Hauptbahnhofs. Außerdem wurde der Streckenabschnitt zum Hauptbahnhof zweigleisig ausgebaut. Der wachsende Verkehr auf der Strecke machte bald auch den zweigleisigen Ausbau bis Vaihingen erforderlich, diese Maßnahme konnte am 1. Oktober 1905 abgeschlossen werden. Da die Bebauung im Stuttgarter Westen weiter auf den Bahnhof Stuttgart West zugewachsen war, und die Stuttgarter Straßenbahnen diesen am 7. Dezember 1899 an ihr Straßenbahnnetz angeschlossen hatten, wuchs die Bedeutung des Bahnhofs auch im Personen- und Güterverkehr. Dazu fanden zwischen 1908 und 1913 umfangreiche Erweiterungsmaßnahmen statt. So entstand hinter dem Bahnhof ein ausgedehntes Industriegebiet, in welchem zahlreiche Güterverkehrskunden bedient wurden. Im Einzelnen waren dies:
- Firma Ropa Altpapier
- Firma Zewa Papierwaren (Küchenrollen und ähnliches)
- Firma Knauf (Rigipsplatten)
- Kleinmöbel-Auslieferungslager
- Firma Bair (Kohlenhandel)
- Firma Kohlen Thier (Schrotthandel)
- Firma Heess (Speiseöle)
- Firma Ruckaberle (Kartoffeln)
- Firma Hauser (Kartoffeln und Gemüse)
- Betonwerk Frischbeton West (unter anderem Kies- und Sandanlieferung)
- Trockeneis-Vertrieb
- ESSO-Tankstelle Brendle
- Firma Waldbaur

1927 wurde das mechanische Stellwerk Swt kurz vor dem Portal des Hasenbergtunnels in Betrieb genommen, 1954 das neue, ebenfalls mechanische Stellwerk Stuttgart West (Swf) an der Bahnhofsausfahrt Richtung Stuttgart Hauptbahnhof. Nachdem das alte Empfangsgebäude aus dem Eröffnungsjahr baufällig geworden war, wurde es 1960 abgerissen und durch einen neuen Flachbau ersetzt. Mit Elektrifizierung der Strecke Stuttgart–Böblingen zum 26. Mai 1963 wurde auch der Bahnhof Stuttgart West in den elektrischen Stuttgarter Vorortverkehr integriert. Mit Inbetriebnahme der S-Bahn-Stammstrecke Hauptbahnhof–Schwabstraße, dem ersten Teilabschnitt der so genannten Verbindungsbahn, zum 30. September 1978 wurde auch die Straßenbahnstrecke zum Westbahnhof eingestellt. Um im Zuge der Rotebühlstraße eine Parallelbedienung zwischen S-Bahn und Straßenbahn zu vermeiden, wurde die zuletzt hier verkehrende Straßenbahnlinie 14 (Westbahnhof–Mühlhausen) durch die bis heute zum Westbahnhof verkehrende Buslinie 44 ersetzt.

### Aufgabe des Bahnhofs
Mit der Aufnahme des planmäßigen S-Bahn-Verkehrs zwischen Stuttgart Schwabstraße und Stuttgart-Vaihingen am 29. September 1985 durch den neu erbauten Hasenbergtunnel der Verbindungsbahn (nicht zu verwechseln mit dem Hasenbergtunnel der Gäubahn) wurden die Nahverkehrszüge auf der Strecke Stuttgart–Böblingen durch die Züge der S1 ersetzt (damals Böblingen–Plochingen). Der Westbahnhof war damit fortan entbehrlich und wurde nach über 100 Jahren für den Personenverkehr aufgelassen. Die auf dieser Strecke weiterhin verkehrenden Eil- und Schnellzüge passieren ihn wie bisher ohne Halt. Bis 1993 wurden die Gleisanschlüsse im benachbarten Industriegebiet Unter dem Birkenkopf bedient. Der Großteil der Güterverladeeinrichtungen wurde jedoch schon vorher demontiert. Ebenfalls 1993 wurden die beiden mechanischen Stellwerke durch ein Drucktastenstellwerk ersetzt, das vom Stellwerk Stuttgart-Vaihingen ferngesteuert wird. Das Stellwerk Swt nutzte der Stuttgarter Graphiker Kurt Weidemann ab 2000 als Arbeitsplatz. Inzwischen wird es als Tagungs- und Eventlocation vermietet. Die Drahtseile zum Stellen der Weichen sind nicht mehr vorhanden.
Gleis 3 diente noch einige Jahre als Ausweich- beziehungsweise Überholgleis, wurde aber schließlich um die Jahrtausendwende herum vom übrigen Netz getrennt. Das Bahnhofsgebäude selbst wurde Ende 1994 abgerissen, um einem Büro- und Geschäftskomplex Platz zu machen.

### Heutige Situation
Auch viele Jahre nach der Aufgabe als Zugangsstelle erinnern diverse Relikte an den früheren Westbahnhof. Die Buslinien 44, 50 und 92 der SSB bedienen bis heute die Westbahnhof genannte Haltestelle auf dem ehemaligen Bahnhofsvorplatz, die Linien 44 und 50 haben dort ihre Endstation. Gut zu erkennen ist noch die alte Bahnsteigkante des Hausbahnsteiges (Gleis 1). Erhalten geblieben sind auch die beiden Stellwerke Swt und Swf, des Weiteren erinnert die Straßenbezeichnung Am Stellwerk an den Bahnbetrieb. Diese Straße wurde allerdings erst nach der Aufgabe des Bahnhofs errichtet, sie verläuft nahezu komplett auf den ehemaligen Gütergleisen. Anhand des Stahlviaduktes im Zuge der Straße Unter dem Birkenkopf lassen sich gut die Dimensionen der früheren Bahnhofsanlage erkennen, diese Passage ist mit einer Länge von circa 40 Metern deutlich breiter als die beiden heute noch vorhandenen Streckengleise der Gäubahn. In diesem Bereich verliefen früher sechs Gleise parallel zueinander. Darüber hinaus sind im Bereich der ehemaligen Industrieanschlüsse links und rechts der Dantestraße vereinzelt noch Gleisreste vorhanden.

### Ausblick
Eine im Juli 2022 veröffentlichte Studie zum Weiterbetrieb der Panoramabahn schlägt vor, in Stuttgart-West ein fernbedientes Elektronisches Stellwerk (ESTW-A) zu errichten. Eine Variante sieht vor, die Betriebsstelle in eine Überleitstelle umzuwandeln.